# Cinipoïdeus
Els cinipoïdeus (Cynipoidea) són una superfamília d'himenòpters apòcrits de moderada grandària que, en 2007, presenten cinc famílies, encara que unes altres havien estat reconegudes en el passat. Els membres més conspicus del grup són fitòfags, especialment com a formadors d'agalles, però la gran majoria de les seves espècies són parasitoides o hiperparasitoides especialment de larves de Diptera i també d'altres insectes.
Són típicament vespes llustroses, negres, llises i diminutes (menys de 5 mm), amb l'abdomen generalment comprimit lateralment. La venació de les ales és reduïda; les antenes són filiformes (amb forma de fil). És comuna la presència de diversos segments metasomals (del tòrax), fusionats de diverses maneres (freqüentment és un tret diagnòstic de famílies o subfamílies), i el pecíol molt curt, si es presenta.